# Jasuhiro Hato
Jasuhiro Hato (* 4. května 1976) je bývalý japonský fotbalista.

## Reprezentační kariéra
Jasuhiro Hato odehrál 15 reprezentačních utkání. S japonskou reprezentací se zúčastnil Konfederačního poháru FIFA 2001.

## Statistiky
| Japonsko | Japonsko | Japonsko |
| Roky     | Záp.     | Góly     |
| -------- | -------- | -------- |
| 2001     | 10       | 0        |
| 2002     | 5        | 0        |
| Celkem   | 15       | 0        |